# Outreach International
Outreach International – jest międzynarodową organizacją pozarządową (NGO) z siedzibą w Independence, w stanie Missouri, USA, działającą z ramienia Społeczności Chrystusa. Założona została w 1979 r. jako organizacja, której celem jest pomoc ubogim w przezwyciężaniu biedy i wspieranie rozwoju społecznego poprzez promowanie samodzielności i odpowiedzialności w społecznościach lokalnych oraz udostępnianie środków potrzebnych do zaspokajania potrzeb życiowych i polepszania standardu życiowego w zrównoważony i trwały sposób.
Misją Outreach International jest zarówno pomoc samym biednym, jak również umożliwienie udzielania pomocy przez osoby chętne za pośrednictwem organizacji.
Outreach International tworzy i wspiera programy pomocy ubogim w 15 krajach świata: Boliwii, Brazylii, Demokratycznej Republice Konga, Dominikanie, Haiti, Indiach, Jamajce, Kenii, Malawi, Nikaragui, Filipinach, Sri Lance, Ugandzie, Stanach Zjednoczonych i Zambii.